# Orstom
Orstom es un género de arañas migalomorfas de la familia Barychelidae. Se encuentra en Nueva Caledonia.

## Lista de especies
Según The World Spider Catalog 12.0:
- Orstom aoupinie Raven, 1994
- Orstom chazeaui[2] Raven et Churchill, 1994
- Orstom hydratemei Raven et Churchill, 1994
- Orstom macmillani Raven, 1994
- Orstom tropicus Raven, 1994
- Orstom undecimatus Raven, 1994